# Посредники (фильм, 2022)
«Посредники» (кор. 브로커, англ. Broker) — художественный фильм японского режиссёра Хирокадзу Корээда, премьера которого состоялась 26 мая 2022 года на Каннском кинофестивале. Главную роль в картине сыграл Сон Кан Хо, получивший приз фестиваля за лучшую мужскую роль.

## Сюжет
Герои фильма, Сан Хён и Тон Су, — сообщники-«посредники»: первый периодически крадёт младенцев из церковного беби-бокса, второй удаляет записи с камер наблюдения, а затем они продают детей на чёрном рынке. Юная Со Ён оставляет ребёнка в боксе, но на следующий день возвращается за ним. Сан Хён и Тон Су предлагают ей помочь продать ребёнка и поделить деньги пополам. Тем временем два детектива, Су Джин и Ли, выходят на след «посредников».
После двух неудачных попыток продать ребёнка герои останавливаются в детском доме, где вырос Тон Су. По дороге Со Ён рассказывает, что она проститутка. Один из сирот, Хэ Джин, присоединяется к посредникам, пробравшись в их микроавтобус. Полиция Пусана в это время расследует убийство мужчины в отеле и замечает молодую женщину с младенцем на камерах наблюдения. Задержанная Со Ён соглашается сотрудничать со следствием и участвует в контрольной закупке, но Сан Хён и Тон Су срывают сделку, так как что-то подозревают. Вдова погибшего нанимает местных бандитов, чтобы они забрали ребёнка: это сын её мужа. Посредники находят ещё двух покупателей, но их арестовывают.
Действие финальной сцены происходит спустя три года. Со Ён уже вышла из тюрьмы, её ребёнка воспитывает Су Джин, Тон Су остаётся в заключении, а Сан Хён продолжает скрываться от полиции, путешествуя с Хэ Джином. Су Джин пишет Со Ён, что готова отдать ей ребёнка.

## В ролях
| Актёр       | Роль             |
| ----------- | ---------------- |
| Сон Кан Хо  | Сан Хён          |
| Кан Дон Вон | Дон Су           |
| Пэ Ду На    | детектив Су Джин |
| Ли Джи Ын   | Со Ён            |
| Ли Джу Ён   | детектив Ли      |
| Пак Чиён    | младенец У Сон   |
| Им Сын Су   | Хэ Джин          |
| Рю Гён Су   | Син Тхэ Хо       |
| Кан Гиль У  | мистер Лим       |

## Создание и оценки
Фильм был анонсирован 26 августа 2020 года. Съёмки проходили в апреле — июне 2021 года в южнокорейских городах Пхохан, Ульджин и Самчхок. Премьера состоялась 26 мая 2022 года на Каннском кинофестивале, 8 июня 2022 года картина вышла в прокат.
Музыку написал композитор Чон Джэ Иль, прежде написавший музыку к фильму «Паразиты» и веб-сериалу «Игра в кальмара». Релиз саундтрека состоялся 15 июня 2022 года.
Критики приняли фильм доброжелательно. Фил де Семлиен из TimeOut выразил своё восхищение игрой Сон Кан-хо, «обаяние которого вместе с остротой драматургии превращает заезженный мотив воров с золотым сердцем в материал для подлинной современной сказки». Ричард Лоусон из Vanity Fair пишет, что такой сюжет «легко можно было бы представить в американских инди — и заранее содрогнуться. Но Корээда куда более вдумчивый и скромный режиссер, чем его американские коллеги, и он чудесным образом удерживает кино от падения в сентиментальность». Тимур Алиев из «Форбс» констатировал, что Корээде удаётся рассказывать о серьёзных проблемах с юмором, без нравоучений. Для этого рецензента «Посредники» — «нежное, трогательное и увлекательное кино, в котором есть место обаянию изгоев и процессу узнавания знакомых черт по обе стороны экрана».
Награды и номинации
| Награда                                   | Дата церемонии                     | Категория                           | Номинант          | Результат | Прим.         |
| ----------------------------------------- | ---------------------------------- | ----------------------------------- | ----------------- | --------- | ------------- |
| Каннский кинофестиваль                    | 27 — 28 мая 2022                   | «Золотая пальмовая ветвь»           | Посредник         | Номинация | [ 12 ]        |
| Каннский кинофестиваль                    | 27 — 28 мая 2022                   | «Приз экуменического жюри»          | Посредник         | Победа    | [ 13 ] [ 14 ] |
| Каннский кинофестиваль                    | 27 — 28 мая 2022                   | «Приз за лучшую мужскую роль»       | Сон Кан Хо        | Победа    | [ 15 ]        |
| Мюнхенский кинофестиваль                  | 2 июля 2022                        | «Премия ARRI»                       | Посредник         | Победа    | [ 16 ]        |
| Иерусалимский международный кинофестиваль | 21 — 31 июля 2022                  | «Лучший фильм на иностранном языке» | Посредник         | Номинация | [ 17 ]        |
| Норвежский кинофестиваль                  | 20 — 26 августа 2022               | «Ray of Sunshine Award»             | Посредник         | Победа    | [ 18 ]        |
| Венецианский кинофестиваль                | 31 августа — 10 сентября 2022 года | «Robert Bresson Award»              | Хирокадзу Корээда | Победа    | [ 19 ]        |